# Jean-François Monot
Pour les articles homonymes, voir Monot.
Jean-François Monot, né en 1949 à Lausanne et mort le 25 décembre 2023, est un compositeur et chef d'orchestre vaudois.

## Biographie
Jean-François Monot suit des études aux conservatoires de Lausanne et de Genève puis apprend la direction d’orchestre avec Igor Markévitch à Monte-Carlo et avec Jean-Marie Auberson, dont il sera l’assistant. Également attiré par la musique de scène, il compose ses premiers essais dans ce domaine à l’âge de sept-huit ans. Adolescent, il participe au Groupe de musique contemporaine créé par le compositeur Rainer Boesch, alors directeur du conservatoire de Lausanne et écrit plusieurs compositions pour des concerts expérimentaux qui sont donnés dans différentes villes de Suisse. Il commence sa carrière professionnelle en Allemagne à Coburg, Hof et Luneburg où il sera successivement répétiteur, chef assistant puis 2e chef.
De 1976 à 1978, il est engagé comme chef des chœurs de Radio France, et travaille entre autres avec Leonard Bernstein, Ernest Bour et Santi. Au fil des ans, ses différentes activités musicales le conduisent à Bâle, Genève, Lausanne, Angers où il effectue plusieurs enregistrements radiophoniques avec l'orchestre de la Suisse romande, l'Orchestre-Symphonique de Radio-Bâle et l'Orchestre de chambre de Lausanne. Au début des années quatre-vingt, il devient l’assistant de Marc Soustrot au Grand théâtre de Genève, avant de partir pour la France et Angers en 1987. Il y devient chef permanent et conseiller musical de l’Opéra d’Angers, fonctions qu'il assumera pendant dix saisons. Depuis 1996, il partage son activité entre l’Opéra d’Angers, où il continue à diriger en tant que chef invité, la réalisation de nombreux concerts avec des chorales et l’Ensemble instrumental Pygmalion-Anjou qu’il a fondé en 1993. Toujours intéressé par la scène, il compose pour plusieurs théâtres d’Allemagne et de Suisse, et comme de la musique de scène à l’opérette il n’y a qu’un pas, Jean-François Monot le franchit en 1998 avec d’autant plus de plaisir qu’il aime aussi écrire. Il conçoit alors La Chemise donné à l’Opéra d’Angers et de Vevey. On lui doit enfin la musique du film « La Guerre dans le Haut Pays » de Francis Reusser.
Dès 2005, il se pose en terre helvétique et succède à André Charlet à la direction de la Chorale du Brassus. Cela ne l'empêche pas d'avoir des envies d'ailleurs, et il est à la tête de l’Orchestre philharmonique de Marseille entre 2006 et 2007 pour l’exécution de la “Sérénade“ de Britten. Cette même année 2006, il reprendra la direction de l’Helvétienne d’Aigle, société avec laquelle il nourrit de grands projets. En 2008, à la tête de l’OCL, il dirige la Missa di gloria de Mascagni, messe donnée pour la toute première fois en Suisse. Il garde en parallèle un œil attentif sur ce qui se fait en Suisse romande, et reste très actif dans la direction de chœur. Il a par exemple dirigé un chœur formé des étudiants des Hautes écoles de musique de Sion et de Lausanne pour La Traviata de Verdi en 2011.

## Sources
- « Jean-François Monot », sur la base de données des personnalités vaudoises sur la plateforme « Patrinum » de la Bibliothèque cantonale et universitaire de Lausanne.